# Liste des 100 meilleurs films chinois
La liste des 100 meilleurs films chinois est dévoilée lors de la 24e cérémonie des Hong Kong Film Awards en 2005.
Elle est réalisée avec la participation de 101 réalisateurs, critiques de cinéma et universitaires. La liste contient finalement 103 films sinophones dont 24 films de Chine continentale (11 pré-1949 et 13 post-1949), 61 de Hong Kong (54 pré-1997 et 7 post-1997), 16 de Taïwan, et 2 co-productions.

## Liste
| No  | Titre                                                 | Réalisateur                                   | Année | Nationalité                          |
| --- | ----------------------------------------------------- | --------------------------------------------- | ----- | ------------------------------------ |
| 1   | Printemps dans une petite ville (小城之春)            | Fei Mu                                        | 1948  | République de Chine                  |
| 2   | Le Syndicat du crime (英雄本色)                       | John Woo                                      | 1986  | Hong Kong britannique                |
| 3   | Nos années sauvages (阿飞正传)                        | Wong Kar-wai                                  | 1990  | Hong Kong britannique                |
| 4   | La Terre jaune (黄土地)                               | Chen Kaige                                    | 1984  | Chine                                |
| 5   | La Cité des douleurs (悲情城市)                       | Hou Hsiao-hsien                               | 1967  | Taïwan                               |
| 6   | Le Bras armé de la loi (省港旗兵)                     | Johnny Mak (zh)                               | 1984  | Hong Kong britannique                |
| 7   | Dragon Gate Inn (龙门客栈)                            | King Hu                                       | 1967  | Taïwan                               |
| 8   | Passeport pour l'enfer (投奔怒海)                     | Ann Hui                                       | 2002  | Hong Kong                            |
| 9   | A Touch of Zen (俠女)                                 | King Hu                                       | 1962  | Taïwan                               |
| 10  | Tigre et Dragon (臥虎藏龍)                            | Ang Lee                                       | 2000  | Chine, Hong Kong, Taïwan, États-Unis |
| 11  | Les Anges du boulevard (馬路天使)                     | Yuan Muzhi                                    | 1937  | République de Chine                  |
| 12  | Une belle journée d'été (牯嶺街少年殺人事件)          | Edward Yang                                   | 1991  | Taïwan                               |
| 13  | Mr Boo détective privé (半斤八兩)                     | Michael Hui                                   | 1976  | Hong Kong britannique                |
| 14  | The Mission (鎗火)                                    | Johnnie To                                    | 1999  | Hong Kong                            |
| 15  | Un seul bras les tua tous (独臂刀)                    | Chang Cheh                                    | 1967  | Hong Kong britannique                |
| 16  | La Fureur de vaincre (精武门)                         | Lo Wei                                        | 1972  | Hong Kong britannique                |
| 17  | Sous la chaleur du soleil (阳光灿烂的日子)            | Jiang Wen                                     | 1994  | Chine                                |
| 18  | In the Face of Demolition (zh) (危樓春曉)             | Li Tie                                        | 1953  | Hong Kong britannique                |
| 19  | Le Roi singe (西遊記)                                 | Jeffrey Lau                                   | 1995  | Hong Kong britannique                |
| 20  | L'Arche (董夫人)                                      | Tang Shu-shuen                                | 1970  | Hong Kong britannique                |
| 21  | Rouge (胭脂扣)                                        | Stanley Kwan                                  | 1987  | Hong Kong britannique                |
| 22  | Chungking Express (重慶森林)                          | Wong Kar-wai                                  | 1994  | Hong Kong britannique                |
| 23  | Si shui liu nian (似水流年)                           | Yim Ho                                        | 1984  | Hong Kong britannique                |
| 24  | Un temps pour vivre, un temps pour mourir (童年往事)  | Hou Hsiao-hsien                               | 1985  | Taïwan                               |
| 25  | Le Sorgho rouge (红高粱)                              | Zhang Yimou                                   | 1987  | Chine                                |
| 26  | Father and Son (父子情)                               | Allen Fong                                    | 1981  | Hong Kong britannique                |
| 27  | Les Larmes du Yangzi (一江春水向东流)                 | Cai Chusheng et Zheng Junli                   | 1947  | République de Chine                  |
| 28  | Comrades, Almost a Love Story (甜蜜蜜)                | Peter Chan                                    | 1996  | Hong Kong britannique                |
| 29  | La Divine (神女)                                      | Wu Yonggang                                   | 1934  | République de Chine                  |
| 30  | La Route (大路)                                       | Sun Yu                                        | 1934  | République de Chine                  |
| 31  | The Secret (瘋劫)                                     | Ann Hui                                       | 1979  | Hong Kong britannique                |
| 32  | Infernal Affairs (無間道)                             | Andrew Lau et Alan Mak                        | 2002  | Hong Kong                            |
| 33  | Le Maître chinois (醉拳)                              | Yuen Woo-ping                                 | 1978  | Hong Kong britannique                |
| 34  | The Butterfly Murders (蝶變)                          | Tsui Hark                                     | 1979  | Hong Kong britannique                |
| 35  | Les Cendres du temps (東邪西毒)                       | Wong Kar-wai                                  | 1994  | Hong Kong britannique                |
| 36  | Made in Hong Kong (香港製造)                          | Fruit Chan                                    | 1997  | Hong Kong                            |
| 37  | L'Histoire secrète de la cour des Qing (清宫秘史)     | Zhu Shilin                                    | 1948  | République de Chine                  |
| 38  | Liáng Shānbó yǔ Zhù Yīngtái (梁山伯與祝英台)          | Li Han-hsiang                                 | 1963  | Hong Kong britannique                |
| 39  | The Story of a Discharged Prisoner (zh) (英雄本色)    | Patrick Lung (zh)                             | 1967  | Hong Kong britannique                |
| 40  | Zu, les guerriers de la montagne magique (新蜀山劍俠) | Tsui Hark                                     | 1983  | Hong Kong britannique                |
| 41  | Le Terroriste (恐怖份子)                              | Edward Yang                                   | 1986  | Taïwan                               |
| 42  | The Killer (喋血双雄)                                 | John Woo                                      | 1989  | Hong Kong britannique                |
| 43  | Il était une fois en Chine (黃飛鴻)                   | Tsui Hark                                     | 1991  | Hong Kong britannique                |
| 44  | Center Stage (阮玲玉)                                 | Stanley Kwan                                  | 1992  | Hong Kong britannique                |
| 45  | Qiu Ju, une femme chinoise (秋菊打官司)               | Zhang Yimou                                   | 1992  | Chine                                |
| 46  | Ma vie (我这一辈子)                                   | Shi Hui (zh)                                  | 1950  | Chine                                |
| 47  | Jiang shan mei ren (江山美人)                         | Li Han-hsiang                                 | 1959  | Hong Kong britannique                |
| 48  | Dong nuan (冬暖)                                      | Li Han-hsiang                                 | 1969  | Taïwan                               |
| 49  | An Autumn's Tale (秋天的童話)                         | Mabel Cheung                                  | 1987  | Hong Kong britannique                |
| 50  | Histoire de fantômes chinois (倩女幽魂)               | Ching Siu-tung                                | 1987  | Hong Kong britannique                |
| 51  | The Legend of Purple Hairpin (zh) (紫釵記)            | Li Tie                                        | 1959  | Hong Kong britannique                |
| 52  | L'Orphelin (人海孤鴻)                                 | Lee Sun-fung (zh)                             | 1960  | Hong Kong britannique                |
| 53  | Sœurs de scène (zh) (舞台姐妹)                        | Xie Jin                                       | 1965  | Chine                                |
| 54  | City on Fire (龍虎風雲)                               | Ringo Lam                                     | 1987  | Hong Kong britannique                |
| 55  | Adieu ma concubine (霸王別姬)                         | Chen Kaige                                    | 1993  | Hong Kong britannique, Chine         |
| 56  | Yi Yi (一一)                                          | Edward Yang                                   | 2000  | Taïwan                               |
| 57  | Han ye (寒夜)                                         | Lee Sun-fung (zh)                             | 1955  | Hong Kong britannique                |
| 58  | Po xiao shi fen (zh) (破曉時分)                       | Sung Tsun-shou (zh), Li Han-hsiang            | 1967  | Taïwan                               |
| 59  | Raining in the Mountain ((空山灵雨)                   | King Hu                                       | 1979  | Taïwan                               |
| 60  | Police Story (警察故事)                               | Jackie Chan                                   | 1985  | Hong Kong britannique                |
| 61  | C'est la vie, mon chéri (新不了情)                    | Derek Yee                                     | 1993  | Hong Kong britannique                |
| 62  | Garçon d'honneur (喜宴)                               | Ang Lee                                       | 1993  | Taïwan                               |
| 63  | Platform (站台)                                       | Jia Zhangke                                   | 2000  | Chine                                |
| 64  | The Wild, Wild Rose (野玫瑰之戀)                      | Wang Tian-lin (zh)                            | 1960  | Hong Kong britannique                |
| 65  | The Great Devotion (zh) (可怜天下父母心)              | Chu Yuan                                      | 1960  | Hong Kong britannique                |
| 66  | My Intimate Partner (難兄難弟)                        | Kim Chun (zh)                                 | 1960  | Hong Kong britannique                |
| 67  | L'Enfer des armes (第一類型危險)                      | Tsui Hark                                     | 1980  | Hong Kong britannique                |
| 68  | Ah Ying (半邊人)                                      | Allen Fong                                    | 1983  | Hong Kong britannique                |
| 69  | Durian Durian (榴槤飄飄)                              | Fruit Chan                                    | 2000  | Hong Kong                            |
| 70  | Les Petits Jouets (zh) (小玩意)                       | Sun Yu                                        | 1933  | République de Chine                  |
| 71  | Tristesse et Joie de l'âge mûr (zh) (哀樂中年)        | Sang Hu                                       | 1949  | Chine                                |
| 72  | The House of 72 Tenants (七十二家房客)                | Chu Yuan                                      | 1973  | Hong Kong britannique                |
| 73  | Nomad (烈火青春)                                      | Patrick Tam                                   | 1982  | Hong Kong britannique                |
| 74  | Poussières dans le vent (戀戀風塵)                    | Hou Hsiao-hsien                               | 1986  | Taïwan                               |
| 75  | La Rose noire (92黑玫瑰對黑玫瑰)                      | Jeffrey Lau                                   | 1992  | Hong Kong britannique                |
| 76  | Shaolin Soccer (少林足球)                             | Stephen Chow                                  | 2001  | Hong Kong                            |
| 77  | Le Chant de minuit (夜半歌聲)                         | Ma-Xu Weibang                                 | 1937  | République de Chine                  |
| 78  | À bientôt la Chine (zh) (再見中國)                    | Tang Shu-shuen                                | 1974  | Hong Kong britannique                |
| 79  | The Spooky Bunch (撞到正)                             | Ann Hui                                       | 1980  | Hong Kong britannique                |
| 80  | Taipei Story (青梅竹馬)                               | Edward Yang                                   | 1985  | Taïwan                               |
| 81  | Le Cerf-volant bleu (蓝风筝)                          | Tian Zhuangzhuang                             | 1993  | Chine                                |
| 82  | Vive ma femme (zh) (太太万岁)                         | Sang Hu                                       | 1948  | République de Chine                  |
| 83  | Mambo Girl (曼波女郎)                                 | Evan Yang (zh)                                | 1957  | Hong Kong britannique                |
| 84  | Feast of a Rich Family (zh) (豪門夜宴)                | Lee Sun-fung (zh), Li Tie, Ng Wui, Lo Ji-Hung | 1959  | Hong Kong britannique                |
| 85  | Exécution en automne (zh) (秋決)                      | Li Hsing (zh)                                 | 1972  | Taïwan                               |
| 86  | La Ville des hibiscus (芙蓉鎮)                        | Xie Jin                                       | 1986  | Chine                                |
| 87  | Les Dieux du jeu (賭神)                               | Wong Jing                                     | 1989  | Hong Kong britannique                |
| 88  | As Tears Go By (旺角卡門)                             | Wong Kar-wai                                  | 1988  | Hong Kong britannique                |
| 89  | Happy Together (春光乍洩)                             | Wong Kar-wai                                  | 1997  | Hong Kong britannique                |
| 90  | In the Mood for Love (花樣年華)                       | Wong Kar-wai                                  | 2000  | Hong Kong                            |
| 91  | Dix Mille Foyers de lumière (万家灯火)                | Shen Fu                                       | 1948  | République de Chine                  |
| 92  | Le Festival de la mi-automne (中秋月)                 | Zhu Shilin                                    | 1953  | Hong Kong britannique                |
| 93  | Parents' Hearts (父母心)                              | Kim Chun (zh)                                 | 1955  | Hong Kong britannique                |
| 94  | Guerre au trafic d'opium (林則徐)                     | Zheng Junli et Cen Fan (zh)                   | 1959  | Chine                                |
| 95  | Le Rêve dans le pavillon rouge (zh) (紅樓夢)          | Cen Fan (zh)                                  | 1962  | Chine                                |
| 96  | Health Warning (zh) (打擂台)                          | Kirk Wong                                     | 1983  | Hong Kong britannique                |
| 97  | Shanghai Blues (上海之夜)                             | Tsui Hark                                     | 1984  | Hong Kong britannique                |
| 98  | Les Huit Diagrammes de Wu-Lang (五郎八卦棍)           | Liu Chia-liang                                | 1984  | Hong Kong britannique                |
| 99  | L'Affaire du canon noir (黑炮事件)                    | Huang Jianxin (zh)                            | 1985  | Chine                                |
| 100 | Les Rebelles du dieu néon (青少年哪吒)                | Tsai Ming-liang                               | 1992  | Taïwan                               |
| 101 | Le Maître de marionnettes (戲夢人生)                  | Hou Hsiao-hsien                               | 1993  | Taïwan                               |
| 102 | Neige d'été (女人四十)                                | Ann Hui                                       | 1995  | Hong Kong britannique                |
| 103 | Pas un de moins (一个都不能少)                        | Zhang Yimou                                   | 1998  | Chine                                |